# The Good Left Undone
«The Good Left Undone» — четвёртый сингл американской панк-рок группы Rise Against с альбома The Sufferer & the Witness. Сингл записывался в The Blasting Room, Форт-Коллинс, Колорадо.
Текст песни затрагивает такие темы, как взаимоотношения, потери, жертвование ради благополучия теми, кого вы любите.
«The Good Left Undone» — одна из немногих песен Rise Against, в создании музыки которой принимали участие все члены группы.
Песня была написана и записана с гитаристом Крисом Чесси, а видео было снято уже с новым гитаристом Заком Блэром, после ухода Чесси.

## Появление в медиа и оценки
Сингл начал проигрываться на радио в день своего релиза — 22 мая 2007 года. Премьера клипа состоялась 25 июня 2007 на сайте MTV, а также на MTV2, где он проигрывался каждый час.
«The Good Left Undone» попала в чарт Alternative Songs (Billboard), в котором достигла 6 места, что на одно место выше предыдущего сингла группы — «Prayer of the Refugee». Песня провела в чарте 42 недели.
Сайт WatchMojo.com поставил песню на 6 место в списке лучших композиций Rise Against, и в комментарии к треку написал, что это один из самых недооценённых синглов группы.

## Видеоклип
На сингл был снят видеоклип. В клипе изображена девушка. Изначально она находится в небольшом домике, а потом выходит на поле, на котором растёт много жёлтых цветов, а под землёй находятся Rise Against, вокруг которых летают их музыкальные инструменты. После первого куплета инструменты прилетают к ним в руки и они начинают играть. Весь второй куплет в кадре только Rise Against. В конце клипа девушка выдёргивает из земли по очереди четыре цветка. После выдёргивания первого цветка к Тиму под землю попадает солнечный свет, после выдёргивания второго — свет попадает и к Джо, и так со всеми членами группы.